# Hängfärjan Capitán Justo José de Urquiza
Hängfärjan Capitán Justo José de Urquiza var en privatägd hängfärja i Buenos Aires i Argentina, som gick över floden Riachuelo mellan staden Buenos Aires och Avellaneda i höjd med  Avenida Patricios. 
Hängfärjan Justo José de Urquiza invigdes i mars 1915. Den är identisk med Hängfärjan Presidente Luis Sáenz Peña, som blev klar tidigare och som också förde över floden Riachuelo mellan staden Buenos Aires och Avellaneda.
Hängfärjan namngavs efter argentinske godsägaren och militären Justo José de Urquiza (1801–1870). Den revs 1968.